# Sadou Hayatou
Sadou Hayatou, né le 15 février 1942 à Garoua et mort le 1er août 2019 à Genève en Suisse est un administrateur civil et homme d'État camerounais.
Il est Premier ministre du Cameroun du 26 avril 1991 au 9 avril 1992.

## Biographie

### Enfance, formation et débuts
Sadou Hayatou, qui a suivi l'essentiel de ses études en France, est titulaire d'une licence en sciences économiques, obtenue à l'université de Toulouse, puis d'un diplôme de l'institut des hautes études d'outre-mer à Paris.

### Carrière
Revenu au pays en 1967, il entre l'année suivante au ministère du Développement industriel où il est nommé directeur adjoint, puis directeur en 1969, des produits de base. Il accède au grade d’administrateur civil la même année. Parallèlement, il est vice-président de l'Alliance des pays producteurs de cacao de 1969 à 1970 puis président de l'Organisation interafricaine du café (OIAC) de 1970 à 1971.
En 1974, il est détaché à la Banque internationale du Cameroun pour l'épargne et le crédit (BICIC), une banque publique, en qualité de directeur général adjoint. En 1976, il est promu directeur général de cette société et en 1979, administrateur-directeur général. 
Sous la présidence de Paul Biya, il est Ministre de l’Agriculture, du 22 août 1983 au 24 août 1985, Ministre du Plan et de l’Aménagement du territoire, du 24 août 1985 au 4 décembre 1987, et Ministre des Finances du 4 décembre 1987 au 7 septembre 1990. À ce dernier poste, il se signale en négociant un programme de redressement économique avec le Fonds monétaire international (FMI) et la Banque mondiale. En 1990, il est nommé Secrétaire Général de la Présidence de la République, fonction qu'il exerce jusqu'à sa nomination au poste de Premier ministre, quand celui-ci est réinstauré le 25 avril 1991. Il doit alors affronter une vague de protestation sans précédent, marquée par une grève générale dans le cadre des opérations « villes mortes » lancées par l’opposition. 
Le 9 avril 1992, il est remplacé comme Premier ministre par Simon Achidi Achu.
De mars 1993 à janvier 2008, il exerce la fonction de directeur national de la Banque des États de l'Afrique centrale (BEAC) à Yaoundé, la capitale du pays.
Il décède à l'âge de 77 ans le jeudi 1er août 2019 à Genève en Suisse.

## Vie familiale
Fils de la dynastie Hayatou dirigée par l’ancien Lamido de Garoua, Alim Hayatou, il était l'époux de Pierrette Hayatou, sénatrice camerounaise.

## Décorations
Grand cordon du mérite camerounais (à titre posthume)